# اسوان کورتر (کارولینای شمالی)
اسوان کورتر (به انگلیسی: Swan Quarter) یک محدوده ثبت‌نشده در شهرستان هاید ایالت کارولینای شمالی کشور ایالات متحده آمریکا است که جمعیت آن در سرشماری سال ۲۰۱۰ میلادی، ۳۲۴ نفر بوده‌است.